# 테라피 캣
테라피 캣은 치료용 고양이이다. 테라피 캣은 인간과 동물의 상호 작용을 활용하여 의학적으로 유익하게 환자들을 돕기 위해 훈련된 고양이로, 양로원, 요양원, 학교, 호스피스 등 보호 시설에 있는 사람들에게 애정과 편안함을 제공한다.

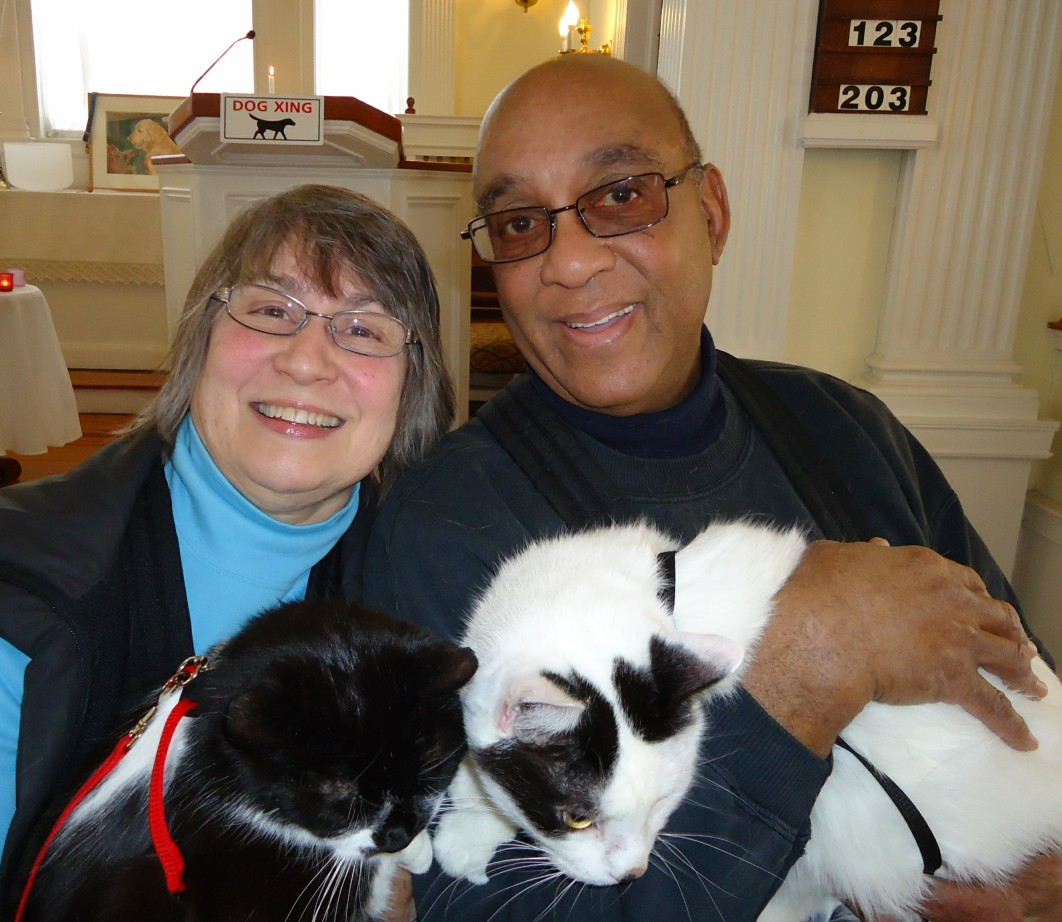
테라피 캣은 환자들과 살결을 맞대며 정서가 안정되도록 도와준다.

## 동물 매개 치료법
동물매개치료는 심리치료의 한 분야로서 살아있고 감정이 있고 따뜻한 체온이 있는 동물과의 상호작용 통하여 신체적, 정신적, 사회적, 심리적으로 어려움을 겪는 사람들에게 부족한 기능을 향상시켜주고 치료에 도움을 주는 것을 말한다.
1962년 미국의 소아정신과 의사인 레빈슨(B. Levinson)이 자신의 진료를 받기 위해 대기실에서 기다리던 아동들이 자신의 애견 “징글”과 놀면서 아무런 치료를 받지 않고도 이미 치료가 되어있는 것을 발견한 것이 동물매개치료를 연구하기 시작하면서 이 치료법의 유래가 되었다고 한다.
동물 매개 치료법에 가장 많이 쓰이는 동물은 개이지만, 요즘에는 돌고래, 미니돼지 등 여러 가지 종류가 매개 치료에 사용되고 있으며, 고양이도 많은 도움을 주고 있다.

## 테라피 캣이 되기위한 조건
테라피 캣에게 크기와 종은 상관이 없지만 개체의 성격은 매우 중요한 요소이다. 상처받은 사람들을 대하기 때문에 항상 온순해야 하고, 사람을 좋아해야 한다. 대부분의 고양이들은 사람들과의 물리적인 접촉이 어색하지 않은 경우가 많은데, 테라피 캣은 사람들의 무릎이나 침대 위에 올라가 편안한 자세를 유지할 수 있어야 한다.

## 테라피 캣이 주는 영향
테라피 캣이 과연 사람들의 긴장을 완화시키는가,에 대한 논란이 있었지만 테라피 캣은 실제로 심리적 안정에 많은 도움을 준다는 연구결과가 나타났다. 이 고양이가 치료가 필요한 사람들의 동반자가 되어 효과적으로 교감이 이루어졌을 때 사람들의 불안감을 감소시키는 것은 물론 뇌졸중 환자의 회복을 돕고, 스트레스와 혈압을 낮춰준다고 한다. 이 때문에 심리적 안정이 필요한 청소년들과 아이들을 돕는 데에도, 공격성향을 줄일 때에도 테라피 캣 요법을 사용한다.

## 내 고양이를 therapy cat으로 인증 받는 방법
therapy cat 공인인증센터에 신청하면 되는데, 이 신청 자격은 최소 1살 이상의 고양이에게 주어진다. 또, 고양이의 성격에 대한 충분한 주인의 세심한 이해가 필요하기 때문에, 적어도 6개월 이상을 본인과 함께한 고양이만 인증을 신청 할 수 있다. 테라피 캣가 될 고양이는 가죽 끈에 메여있는 것을 불편하게 느끼면 안된다. 또, 예측할 수 없는 상황에도 항상 편안하고 느긋함을 보여야 테라피 캣으로서 적합함을 인증받을 수 있다. 일단 접수가 되고 성격이 적합하다고 생각되면, 인증단체와 고양이가 직접 만나거나 온라인 상으로 교육과정을 받다. 교육기간이 끝나고 나서 간단한 평가를 거치고서야 현장(양로원, 고아원, 교도소 등)에서 치료팀으로 활동하게 된다.

## 같이 보기
- 고양이
- 반려동물